# Kabinett Muldoon III

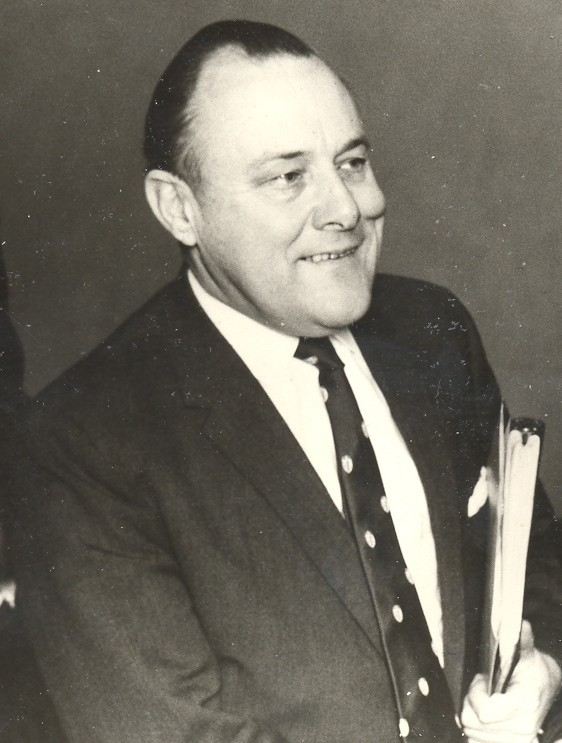
Robert Muldoon war von 1975 bis 1984 Premierminister von Neuseeland.

Das Kabinett Muldoon III war die Regierung von Neuseeland von 1981 bis 1984. Es wurde am 11. Dezember 1981 von Premierminister von Neuseeland Robert Muldoon von New Zealand National Party gebildet und löste das Kabinett Muldoon II ab. Es blieb bis zum 24. Juli 1984 im Amt und wurde daraufhin vom Kabinett Lange I abgelöst.

## Minister
Dem Kabinett gehörten folgende Minister an:
| Amt | Name                           | Beginn der Amtszeit               | Ende der Amtszeit             |
| --- | ------------------------------ | --------------------------------- | ----------------------------- |
| Premierminister Finanzminister                                                                                       | Robert Muldoon                 | 11. Dezember 1981                 | 24. Juli 1984                 |
| Stellvertretender Premierminister                                                                                    | Duncan MacIntyre Jim McLay     | 11. Dezember 1981 15. März 1984   | 15. März 1984 24. Juli 1984   |
| Minister für Landwirtschaft und Fischerei                                                                            | Duncan MacIntyre               | 11. Dezember 1981                 | 24. Juli 1984                 |
| Staatsminister und Minister für staatliche Dienste Verteidigungsminister                                             | David Spence Thomson           | 11. Dezember 1981                 | 24. Juli 1984                 |
| Minister für Energie und nationale Entwicklung Minister für regionale Entwicklung                                    | William Birch                  | 11. Dezember 1981                 | 24. Juli 1984                 |
| Arbeitsminister | Jim Bolger                     | 11. Dezember 1981                 | 24. Juli 1984                 |
| Minister für Transport, Luftfahrt und Eisenbahnen                                                                    | George Gair                    | 11. Dezember 1981                 | 24. Juli 1984                 |
| Minister für Handel und Industrie                                                                                    | Hugh Templeton                 | 11. Dezember 1981                 | 24. Juli 1984                 |
| Minister für Zölle                                                                                                   | Hugh Templeton Keith Allen     | 11. Dezember 1981 14. Juni 1982   | 14. Juni 1982 24. Juli 1984   |
| Außenminister Minister für Überseehandel                                                                             | Warren Cooper                  | 11. Dezember 1981                 | 24. Juli 1984                 |
| Generalstaatsanwalt und Justizminister                                                                               | Jim McLay                      | 11. Dezember 1981                 | 24. Juli 1984                 |
| Minister für öffentliche Arbeiten, Entwicklung und Wohnungsbau                                                       | Derek Quigley Tony Friedlander | 11. Dezember 1981 14. Juni 1982   | 14. Juni 1982 24. Juli 1984   |
| Minister für Sozialfürsorge                                                                                          | Venn Young                     | 11. Dezember 1981                 | 24. Juli 1984                 |
| Minister für Inneres und Kommunalverwaltung Minister für Freizeit und Sport Minister für Zivilverteidigung und Kunst | Allan Highet                   | 11. Dezember 1981                 | 24. Juli 1984                 |
| Bildungsminister | Merv Wellington                | 11. Dezember 1981                 | 24. Juli 1984                 |
| Minister für Māori-Angelegenheiten Polizeiminister                                                                   | Ben Couch                      | 11. Dezember 1981                 | 24. Juli 1984                 |
| Immigrationsminister Gesundheitsminister                                                                             | Aussie Malcolm                 | 11. Dezember 1981                 | 24. Juli 1984                 |
| Minister für Umwelt, Wissenschaft und Technologie                                                                    | Ian Shearer                    | 11. Dezember 1981                 | 24. Juli 1984                 |
| Tourismusminister | Rob Talbot                     | 11. Dezember 1981                 | 24. Juli 1984                 |
| Generalpostmeister                                                                                                   | John Falloon Rob Talbot        | 11. Dezember 1981 1. Februar 1982 | 1. Februar 1982 24. Juli 1984 |
| Minister für Land und Wälder                                                                                         | Jonathan Elworthy              | 11. Dezember 1981                 | 24. Juli 1984                 |
| Statistikminister | John Falloon                   | 11. Dezember 1981                 | 24. Juli 1984                 |

## Hintergrundliteratur
- James Oakley Wilson: New Zealand Parliamentary Record, 1840–1984, V.R. Ward, Government Printer, Wellington 1913, 4. Auflage  1985
- Barry Gustafson: The First 50 Years. A History of the New Zealand National Party, Reed Methuen, Auckland 1986, ISBN 0-474-00177-6.